# Ēriks Rauska
Ēriks Rauska (ur. 27 maja 1899 w Valce, zm. 14 stycznia 1981 w São Paulo) – łotewski sztangista.
W 1924 wystartował na igrzyskach olimpijskich, na których zajął 21. miejsce w wadze lekkiej.
Mistrz Łotwy w wadze lekkiej z lat 1921, 1923 i 1924 oraz wadze średniej z 1925 roku.